# Route européenne 121
Pour les articles homonymes, voir E121 (homonymie) et Route 121.
La route européenne 121 est une route reliant Samara (oblast de Samara en Russie) à la frontière entre l'Iran et le Turkménistan, après avoir traversé le Kazakhstan.